# Мељкут
Мељкут (мађ. Mélykút) је град у Мађарској, јужном делу државе. Село управо припада Јаношхалмском срезу Бач-Кишкунске жупаније, са седиштем у Кечкемету.

## Природне одлике
Насеље Мељкут налази у јужном делу Мађарске, близу државну границе са Србијом.
Историјски гледано, град припада крајње северном делу Бачке, који је остало у оквирима Мађарске (тзв. „Бајски троугао”). Подручје око насеља је равничарско (Панонска низија), приближне надморске висине око 130 m. Око насеља се пружа Телечка пешчара.

## Историја
Трговац у месту Анђалфиј Деметриј (у ствари Анђелковић Димитрије, Србин) је објавио 1838. године један спис на мађарском језику.

## Становништво
Према подацима из 2013. године Мељкут је имао 5.165 становника. Последњих година број становника опада.
Претежно становништво у насељу су Мађари римокатоличке вероисповести.